# 120 (szám)
A 120 (római számmal: CXX) egy természetes szám, háromszögszám, az első 15 pozitív egész szám összege; faktoriális, az első 5 pozitív egész szám szorzata; binomiális együttható.

## A szám a matematikában
A tízes számrendszerbeli 120-as a kettes számrendszerben 1111000, a nyolcas számrendszerben 170, a tizenhatos számrendszerben 78 alakban írható fel.
A 120 páros szám, összetett szám, kanonikus alakban a 23 · 31 · 51 szorzattal, normálalakban az 1,2 · 102 szorzattal írható fel. Erősen összetett szám: több osztója van, mint bármely nála kisebb számnak. Az első olyan szám, amelynek pontosan 16 osztója van, ezek növekvő sorrendben: 1, 2, 3, 4, 5, 6, 8, 10, 12, 15, 20, 24, 30, 40, 60 és 120.
Tetraéderszám.
Erősen bővelkedő szám: osztóinak összege nagyobb, mint bármely nála kisebb pozitív egész szám osztóinak összege. Szuperbővelkedő szám. Kiváló erősen összetett szám, egyben kolosszálisan bővelkedő szám. Érinthetetlen szám: nem áll elő pozitív egész számok valódiosztóösszeg-függvényeként.
Ritkán tóciens szám.
A 120 osztója a 360-nak. A szabályos háromszög oldalélei a köréírt kör középpontjából 120° alatt látszanak.
A 120 a tizenötödik háromszögszám, azaz a legkisebb 15 pozitív egész szám összege, valamint az öt legkisebb pozitív egész szám szorzata (az 5 faktoriálisa), azaz 5! = 120.
A {\displaystyle _{10 \choose 3}}, illetve {\displaystyle _{10 \choose 7}} binomiális együttható értéke 120.
A 120 Erdős–Woods-szám, továbbá Harshad-szám a tízes számrendszerben, azaz osztható számjegyeinek összegével (3-mal).
A 120 a hat ismert 3-tökéletes szám közül az első.
A 120 négyzete 14 400, köbe 1 728 000, négyzetgyöke 10,95445, köbgyöke 4,93242, reciproka 0,0083333. A 120 egység sugarú kör kerülete 753,98224 egység, területe 45 238,93421 területegység; a 120 egység sugarú gömb térfogata 7 238 229,474 térfogategység.
A 120 helyen az Euler-függvény helyettesítési értéke 32, a Möbius-függvényé 0, a Mertens-függvényé −3.